# Mon chien quotidien
Mon chien quotidien est le 32e tome de la série de bande dessinée Cubitus, créée par Dupa. Paru le 13 mai 1995, cet album contient 48 pages, illustrant chacune un gag différent.